# 阿亞道鎮區
阿亞道鎮區為緬甸實皆省蒙育瓦縣的鎮區。2014年人口155,769人，區域面積1,241.9平方公里。阿亞道為該鎮區之行政中心。

## 外部連結
- Maplandia World Gazetteer （页面存档备份，存于）